# Henny Meijer
Henny Meijer (Paramaribo, Surinam, 17 de febrer de 1962) és un exfutbolista surinamès que el 1987 disputà un partit amb la selecció dels Països Baixos.